# Sohbet
Un sohbet est une réunion de discussion sur l'islam. Il est particulièrement pratiqué au sein du mouvement Gülen. En 2010, il est inscrit sur la liste représentative du patrimoine culturel immatériel au nom de la Turquie. Cette séance hebdomadaire de dévotion par le dialogue continue à être pratiquée par la diaspora après les exils liés à la répression de la tentative de coup d'État de 2016 en Turquie, par exemple en Finlande, ou encore en Allemagne.